# Dischingen
Dischingen település Németországban, azon belül Baden-Württembergben. Lakosainak száma 4481 fő (2023. december 31.).

## Népesség
A település népessége az elmúlt években az alábbi módon változott:
| Lakosok száma | 4215 | 4449 | 4372 | 4157 | 4330 | 4684 | 4621 | 4547 | 4386 | 4481 |
|               | 1961 | 1968 | 1974 | 1981 | 1987 | 1994 | 2000 | 2007 | 2013 | 2023 |